# Moosmühle (Tuntenhausen)
Die Moosmühle bei Ostermünchen ist ein Ortsteil der Gemeinde Tuntenhausen im bayerischen Landkreis Rosenheim.

## Geschichte
Das Anwesen Mühle im Moß nähe Ostermünchen wurde erstmals im Jahre 1472 urkundlich erwähnt und gehörte grundherrschaftlich dem Kloster Tegernsee als 1/8 Lehen.
Die Aufzeichnungen anno 1544 benennen einen Besitzerwechsel der Moosmühle von Casper auf Jörg Moosmüller. Im Jahr 1607 übernahm Balthasar Dändl die Mühle, 1644 Veith Dändl und 1672 Melchior Dändl.
1688 kaufte der amtierende Abt Bernhard die Sägmühle des Melchior Dändl um 30 Gulden als Ergänzung zur übrigen Mühle, da allgemein davon ausgegangen wurde, dass die Sägemühle Eigentum Dändls war. Dann aber stellte sich heraus, dass nebst der Getreidemühle auch die Sägmühle bereits seit jeher im Besitz des Klosters stand. So musste Melchior Dändl seine 30 Gulden in Fristen zu 10 Gulden wieder an das Kloster zurückzahlen. 1691, 1692 und 1693 zahlte er je 10 Gulden an das Kloster. 1705 ging die Mühle an Paulus Dändl, 1736 an dessen Sohn Barthalomäus Dändl und darauffolgend an Peter Christlmüller. Im Jahr 1802 verkauften Georg und Elisabeth Resch die Mahlmühle mit drei Gängen, eine Ölstampf und Sägmühle für 1.500 Gulden an Anton Lechner, Halbhöflersohn von Schäftlarn. 
Zur Mühle gehörte ein Gebiet von 31 Tagwerk (1 Tagwerk = 1/3 ha) auf Ostermünchner und 28 Tagwerk auf Lampferdinger Gemarkung, sowie das Fischrecht im Adlbach.
Nach 83 Jahren im Besitz der Familie Lechner übernahm im Jahr 1885 Korbinian Eisner die Mühle, 1914 Josef Moser, 1929 nach Verkauf der meisten Grundstücke Otto Holzner, 1940 kaufte sie der Landwirt Hans Posch. 1945 wurde Anna Posch, jetzt Witwe, Erbin mit Klara Baches, geb. Posch und Johanna Spötel, geb. Posch – in Erbengemeinschaft zu gleichen Teilen. 1946 wurde die Mühle nach dem Krieg aufgelassen und ging mit dem großen Mühlensterben zu Grunde, nachdem sie durch Jahrhunderte für die Bauern der Ostermünchener Umgebung ihre Dienste geleistet hatte. 1948 wurde Josef Locher in Pullach Erbe und erhielt weitere Anteile übertragen. 1956 verkaufte Josef Locher die Mühle an die Bayerische Landessiedlung (Versteigerungsvermerk).
1956 kauft Erhard Deubner – vertriebener Gutsbesitzer aus Riga und Nachfahre von Friedrich von Löwis of Menar und bewirtschaftete die Moosmühle als Landwirt bis ins Jahr 1974. 1974 endete die Bewirtschaftung und bis ins Jahr 2003 stand die „alte Mühl“ leer, blieb aber im Familienbesitz der Tochter Christa Blendl, geb. Deubner und es entstanden aus dem ehemaligen Stall ein neues Wohnhaus, das von der Münchner Buchhändlerfamilie als Wochenendhäuschen genutzt wurde.
2001 übernahm Angelika Haak, geb. Blendl die Moosmühle samt Ländereien und erbaute 2002 auf dem Platz der Mühle im Moß sorgfältig und in liebevoller Art mit vielen ursprünglichen Materialien der alten Mühle einen Pferdehof. Es wurden die alte Eingangstür, das gesamte verwertbare Altholz, der alte Holzboden als Fensterbretter, der Steinboden als Treppenstufen und sogar die alten Ziegel für Details verwendet. Der Offenstall wurde original übernommen, das Haupthaus abgerissen und neu aufgebaut, das Wochenendhaus wurde renoviert und im nahezu Originalzustand belassen.